# Scheelenteich
Scheelenteich este o arie protejată (arie specială de conservare — SAC, sit de importanță comunitară — SCI) din Germania întinsă pe o suprafață de 2,87 ha, integral pe uscat.

## Localizare
Centrul sitului Scheelenteich este situat la coordonatele 51°43′44″N 8°26′51″E / 51.7289°N 8.4475°E.

## Înființare
Situl Scheelenteich a fost declarat sit de importanță comunitară în martie 2001 pentru a proteja 1 specie de plante. Situl a fost protejat și ca arie specială de conservare în decembrie 2002.

## Biodiversitate
Situată în ecoregiunea atlantică, aria protejată nu include niciun habitat protejat.
La baza desemnării sitului se află o specie protejată de  plante: Apium repens.
Pe lângă speciile protejate, pe teritoriul sitului au mai fost identificate 2 specii de plante.